# Charles Aznavour
Charles Aznavour, tiếng Pháp: [ʃaʁl aznavuʁ]; tên khai sinh Shahnour Vaghinag Aznavourian, tiếng Armenia: Շահնուր Վաղինակ Ազնավուրեան; 22 tháng 5 năm 1924 – 1 tháng 10 năm 2018)  là một ca sĩ, nhà thơ trữ tình, diễn viên, nhà hoạt động công cộng và nhà ngoại giao người Pháp gốc Armenia. Aznavour được biết đến với giọng tenor đặc biệt: trong và ngân ở khúc cao, với các nốt thấp và sâu và khàn. Trong một sự nghiệp kéo dài hơn 70 năm, ông thu âm hơn 1.200 bài hát được dịch ra 8 thứ tiếng. Ông đã viết hoặc đồng sáng tác hơn 1.000 bài hát cho chính mình và những người khác.

## Sự nghiệp
Aznavour là một trong những ca sĩ nổi tiếng và lâu đời nhất của Pháp. Ông được mệnh danh là “người hát tình ca” hay "Frank Sinatra của Pháp". trong khi nhà phê bình âm nhạc Stephen Holden đã mô tả Aznavour là một "vị thần pop Pháp". Ông cũng được cho là người Armenia nổi tiếng nhất thời của ông. Năm 1998, Aznavour được đặt bầu chọn là tên là Entertainer của Thế kỷ bởi CNN và người dùng Time Online từ khắp nơi trên thế giới. Ông được công nhận là người biểu diễn nổi bật của thế kỷ, với gần 18% tổng số phiếu bầu, Elvis Presley và Bob Dylan. Aznavour hát cho các tổng thống, các giáo hoàng và hoàng gia, cũng như tại các sự kiện nhân đạo. Để đáp lại [trận động đất Armenia 1988], ông đã thành lập tổ chức từ thiện  Aznavour cho Armenia  cùng với người bạn lâu năm impresario Levon Sayan. Năm 2009, ông được bổ nhiệm làm đại sứ của Armenia cho Thụy Sĩ, cũng như đại biểu thường trực của Armenia tại Liên Hợp Quốc tại Genève.
Aznavour có sự nghiệp âm nhạc nổi tiếng với hơn 180 triệu bản thu âm được tiêu thụ trên 80 nước. d Ca khúc nổi tiếng nhất của ông là She, sáng tác năm 1974, miêu tả những cảm xúc trái ngược – vừa hạnh phúc vừa đau khổ của một người đàn ông khi trót đem lòng si mê một phụ nữ bí ẩn. Vào thời điểm ra đời, She đứng đầu các bảng xếp hạng Anh suốt bốn tuần, sau đó được dịch ra và thu âm bằng các thứ tiếng khác như: Pháp, tiếng Đức, tiếng Ý, tiếng Tây Ban Nha.
Ông đã thu âm hoặc diễn chung với những danh ca như Frank Sinatra, Ray Charles, Liza Minnelli, Bob Dylan, Elton John, Jose Carreras, Youssou N’Dour, Julio Iglesias, Sting và Celine Dion.
Vào ngày 24 tháng 8 năm 2017, Aznavour được tặng ngôi sao thứ 2.618 trên Đại lộ Danh vọng Hollywood. Cuối năm đó, ông và em gái của ông đã được trao Raoul Wallenberg Award cho những người Do Thái trú ẩn trong Thế Chiến II. Buổi hòa nhạc cuối cùng của anh diễn ra tại NHK Hall, Osaka vào ngày 19 tháng 9 năm 2018.
Ông đã đóng vai chính trong bộ phim Shoot the Piano Player (1960) của đạo diễn lừng danh François Truffaut. Ông cũng từng đóng chính trong bộ phim And Then There Were None (1974) chuyển thể từ tiểu thuyết cùng tên của Agatha Christie. Đặc biệt, bộ phim The Tin Drum (1979) ông tham gia diễn xuất đã giành được một giải Oscar "Phim nói tiếng nước ngoài hay nhất". Ghi nhận đóng góp của ông cho nghệ thuật thế giới, Hollywood đã trao tặng ông một ngôi sao trên Đại lộ Danh vọng vào năm 2017.
Aznavour cũng tích cực hoạt động chính trị. Tại Pháp, ông về phe các chính trị gia trung hữu, ủng hộ các đời tổng thống Jacques Chirac và Nicolas Sarkozy. Ông được Nhà nước Pháp trao Huân chương Bắc đẩu Bội tinh cấp Sĩ quan năm 1997.

## Qua đời
Vào ngày 1 tháng 10 năm 2018, Aznavour được phát hiện đã qua đời trong bồn tắm tại nhà riêng của ông ở Mouriès ở tuổi 94. Tại thời điểm qua đời ông đang sống ở Saint–Sulpice, Vaud, Thụy Sĩ. Báo cáo pháp y cho thấy Aznavour chết vì ngưng tim phổi do phù phổi.